# Моето шантаво семейство
„Моето шантаво семейство“ (на английски: My Freaky Family) е компютърна анимация от 2024 г. на режисьора Марк Гравас по сценарий на Хари Крипс, Пени Грийнхал и Клеон Принеас. Премиерата на филма се състои във филмовия фестивал в Сидни, Австралия на 8 юни 2024 г.

## Актьорски състав
- Евана Линч – Бети Флуд
- Ричард Роксбърг – Крал Муркхарт
- Миранда Ото – Анеска Флуд
- Рупърт Дегас – Волос
- Ардал О'Ханлън – Нерлин Флуд
- Шарлот Фрийлс – Миша
- Сара Обри – Морбит и Сайлънт Флуд
- Ед Бърн – Уинчфлат Флуд
- Ерин Чой – Аби

## В България
В България филмът е излъчен за първи път на 20-ия световен фестивал на анимационния филм в град Варна на 14 септември 2024 г., и излиза по кината на 15 август 2025 г. в разпространение от „Про Филмс“.

### Нахсинхронен дублаж
| Роля           | Изпълнител                                                            |
| -------------- | --------------------------------------------------------------------- |
| Бети Флууд     | Кристина Топалова                                                     |
| Анеска Флууд   | Татяна Захова                                                         |
| Нърлин Флууд   | Константин Лунгов                                                     |
| Канут          | Константин Лунгов                                                     |
| Уинчблат Флууд | Александър Митрев                                                     |
| Станиъл        | Христо Узунов                                                         |
| Крал Муркхарт  | Христо Узунов                                                         |
| Миша           | Евгения Ангелова                                                      |
| Волос          | Живко Джуранов                                                        |
| Реджина        | Елисавета Господинова                                                 |
| Нат            | Петър Каменов                                                         |
| Аби            | Елена Грозданова                                                      |
| Червей         | Петър Калчев                                                          |
| Баба           | Цветослава Симеонова                                                  |
| Други гласове  | Борис Кашев Веселин Симеонов Златина Тасева Марио Иванов Мина Костова |

| Обработка           | студио „Про Филмс“                                |
| ------------------- | ------------------------------------------------- |
| Режисьор на дублажа | Анна Тодорова                                     |
| Тонрежисьори        | Детелина Ралчевска Васил Стаменов Станислав Донев |
| Преводач            | Димана Воденичарска                               |